# 埼玉県道110号川口蕨線

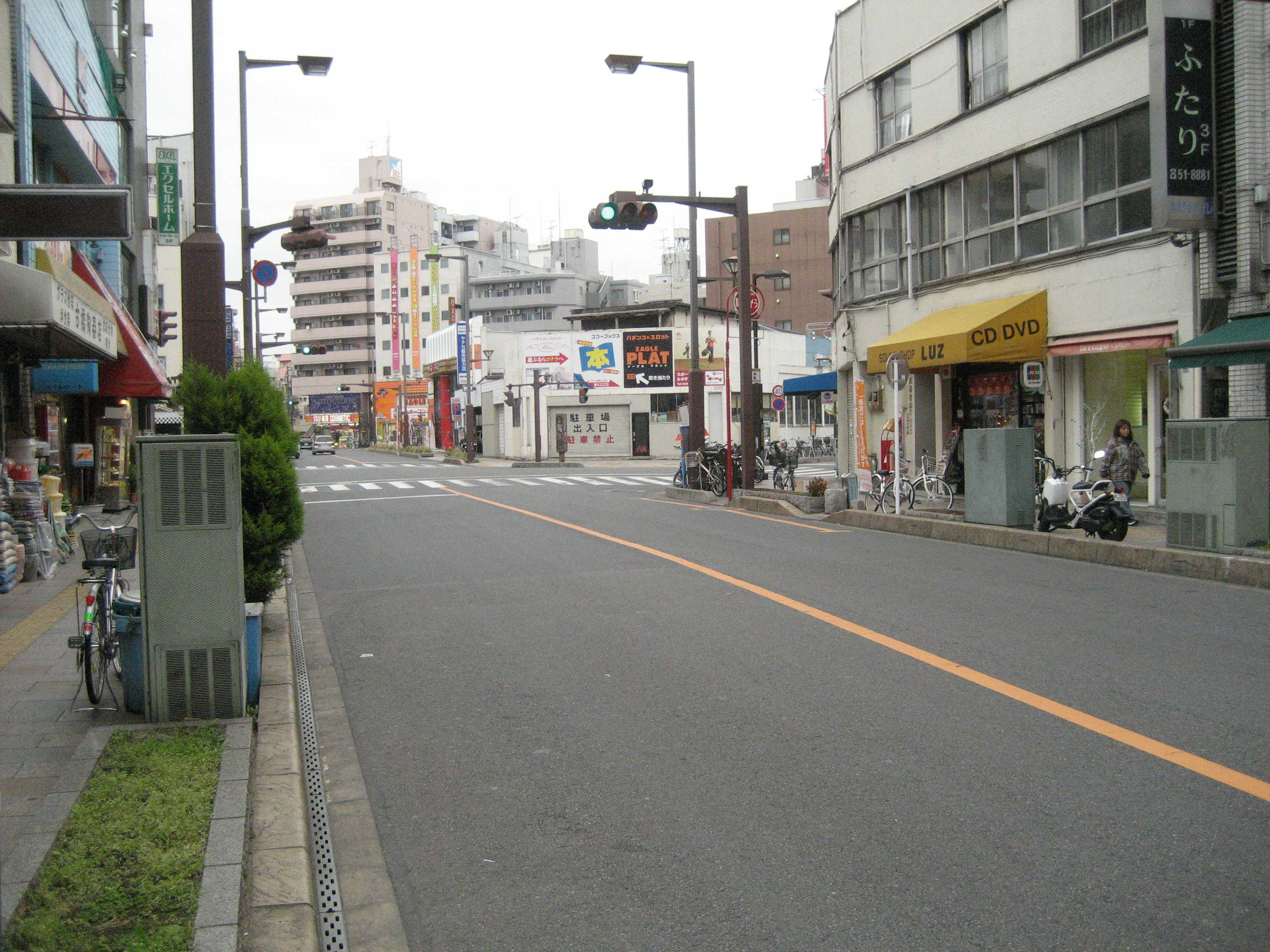
西川口駅西口付近

埼玉県道110号川口蕨線（さいたまけんどう110ごう かわぐちわらびせん）は、埼玉県川口市から同県蕨市のJR蕨駅西口交差点に至る県道である。

## 起点・終点
- 起点：川口市宮町
- 終点：蕨市中央一丁目
- 総距離：2,934m

## 地理

### 通過する自治体
- 埼玉県
  - 川口市 - 蕨市

### 通称
- 環状線通り（起点 - 西川口陸橋西交差点）
- 柳橋通
- 南町並木通

### 接続する道路
| 交差する道路            | 交差する道路           | 交差点名 | 所在地 | 所在地 |
| ----------------------- | ---------------------- | -------- | ------ | ------ |
| 埼玉県道68号練馬川口線  | 埼玉県道68号練馬川口線 | 宮町     | 川口市 | 宮町   |
| （西川口陸橋通り）      | （西川口陸橋通り）     |          | 川口市 | 西川口 |
| （三和中央通り）        | （西川口駅前通り）     |          | 川口市 | 西川口 |
| （西仲通り）            |                        |          | 蕨市   | 南町   |
| （中央土橋通り）        |                        |          | 蕨市   | 中央   |
| 埼玉県道117号蕨停車場線 |                        |          | 蕨市   | 中央   |

### 沿線の施設
| 施設                     | 所在地 | 所在地 |
| ------------------------ | ------ | ------ |
| 埼玉県済生会川口総合病院 | 川口市 |        |
| JR京浜東北線西川口駅     | 川口市 |        |
| 蕨市立図書館             | 蕨市   |        |
| 蕨市立第一中学校         | 蕨市   |        |
| JR京浜東北線蕨駅         | 蕨市   |        |

## ギャラリー

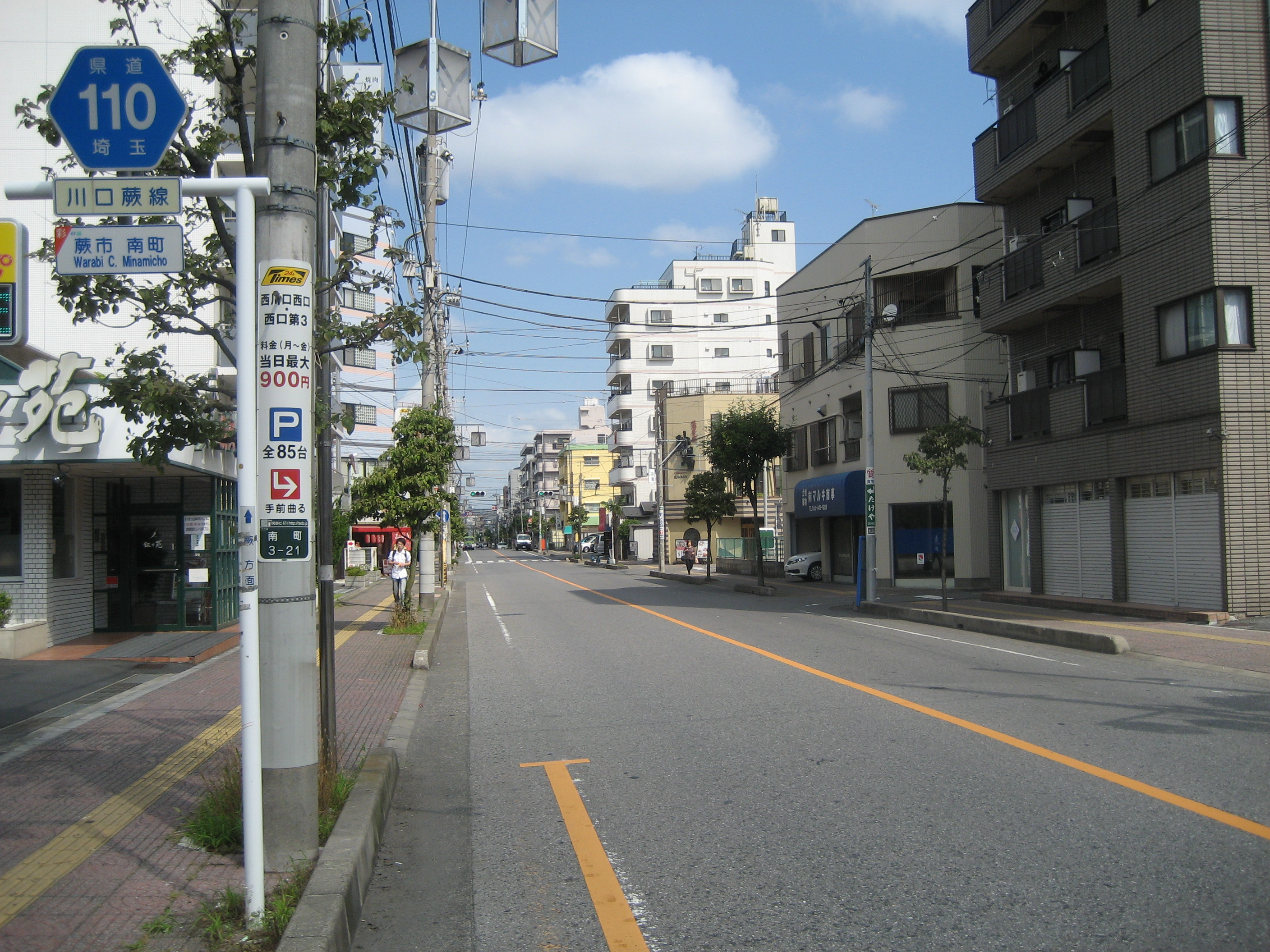
蕨市南町付近
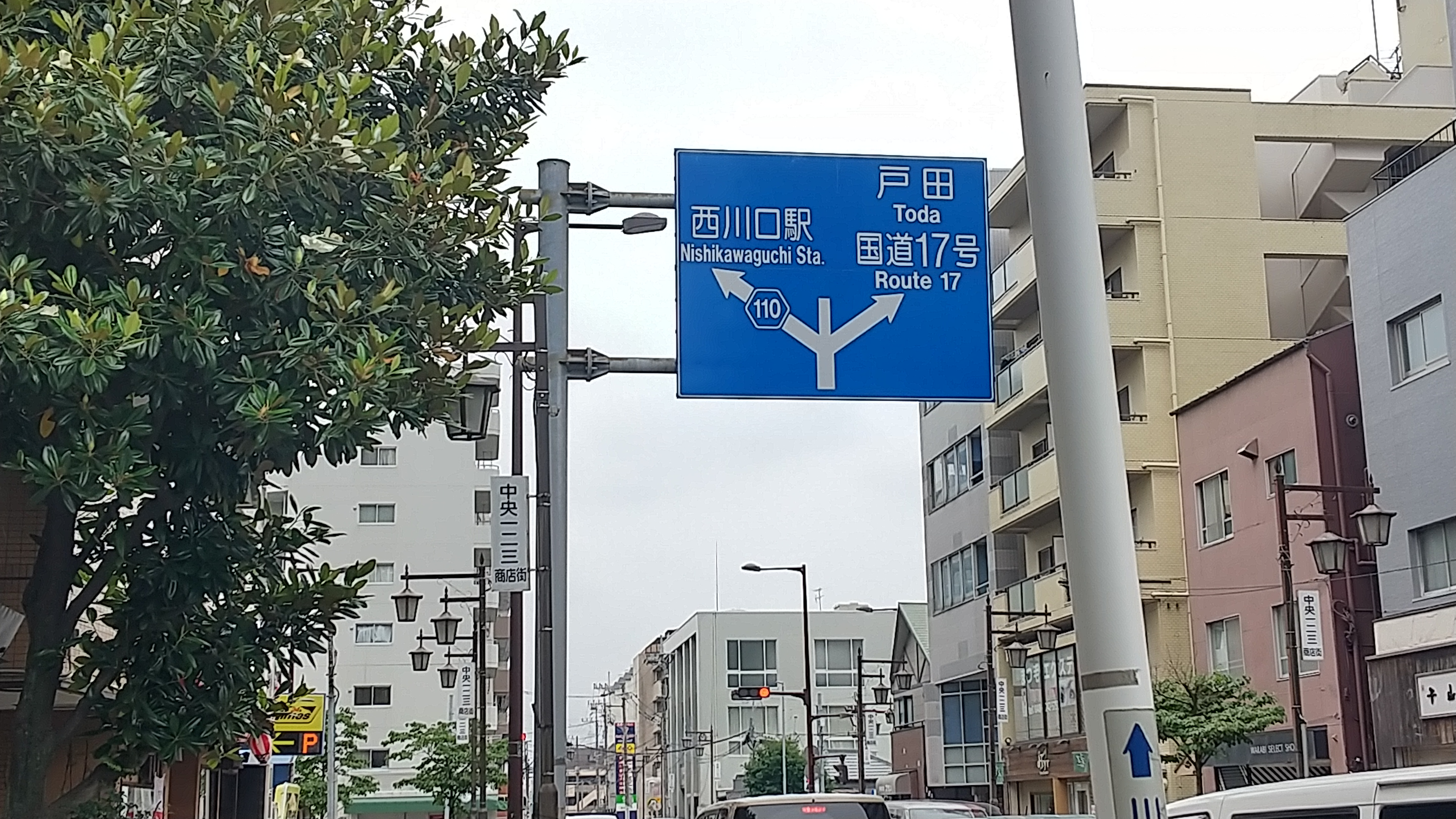
蕨市中央付近